# 로절린드 차오
로절린드 차오(영어: Rosalind Chao, 1959년 9월 23일~)는 미국의 배우이다.

## 출연 작품

### 영화
- 조이 럭 클럽 (1993)
- 프리키 프라이데이 (2003)
- 뮬란 (2020) - 리 역
- 릴리와 찌르레기 (2021)

### 텔레비전
- 신나는 개구쟁이 (1981-83)
- 스타 트렉: 더 넥스트 제너레이션 (1991-92)
- 스타 트렉: 딥 스페이스 나인 (1993-99)
- The O.C. (2003-06)
- 더 캐치 (2017)
- 코드 블랙 (2018)
- 디스 이즈 어스 (2019)
- 베터 씽스 (2020-22)
- 스위트 투스: 사슴뿔을 가진 소년 (2023)
- 삼체 (2024)